# Tom Kierey
Tom Kierey (* 4. September 1994 in Dresden) ist ein deutscher Behindertensportler.

## Leben
Tom Kierey ist schwerbehindert. Er hat einen Klumpfuß am rechten Bein, ein versteiftes Sprunggelenk und kaum Muskulatur im rechten Unterschenkel. Trotz dieser Beeinträchtigung wollte er auf sportliche Betätigung nicht verzichten. Er entschied sich für den Kanusport und wurde Mitglied des Berliner Kanu Club Borussia. Als sportliche Disziplin wählte er den Einer-Kajak.
Wegen seiner guten Leistungen wurde er schon bald im Rahmen der Deutschen Behindertenkanunationalmannschaft in internationalen Wettbewerben eingesetzt. In seiner Leistungsgruppe K 3 nahm er im Einerkajak 2013 an den Weltmeisterschaften teil und gewann im Einerkajak über 200 m die Goldmedaille. Diesen Erfolg wiederholte er bei den folgenden Weltmeisterschaften 2015.
Auch bei den Paralympischen Spielen 2016 war er dabei und gewann in seiner Disziplin Kajak-Einzel über 200 m eine Silbermedaille.
Für den Gewinn der Silbermedaille bei den Paralympischen Sommerspielen 2016 wurde er von Bundespräsident Joachim Gauck am 1. November 2016 mit dem Silbernen Lorbeerblatt ausgezeichnet.